# Garon (Kawedanan)
Garon is een bestuurslaag in het regentschap Magetan van de provincie Oost-Java, Indonesië. Garon telt 1707 inwoners (volkstelling 2010).